# Драган Тодоровић (социолог)
Драган Тодоровић (Ниш, 24. јануар 1971) је српски социолог, ромолог и редовни професор на Департману за социологију на Филозофском факултету Универзитета у Нишу. Посебно је значајан његов допринос проучавању културе Рома у Србији. Дипломирао је на 1998, на Филозофском факултету на коме је сада професор. Многе монографије је написао у сарадњи са ромологом, кафанологом и социологом религије Драгољубом Ђорђевићем.

## Књижевни рад (избор)[2]
- Јавор изнад главе - класична вера и ромско-православна гробља (1999, Ниш)
- Ромске душе (2001, Ниш)
- Млади религија, веронаука (2001, Ниш)
- Устала јемка (текије нишких Рома) (2009, Ниш)
- Роми на трећи начин (2015, Прометеј, Нови Сад)
- Пирот - живот у пограничју (2017, Ниш и Нови Сад)[3]
- Зајде Баџа (2017, Прометеј)[4][5]
- Тома Семафорџија (2020, Прометеј)[6]
- Корен и крила (монографија поводом 50 година Филозофског факултета) (2021, Ниш)
- Урбани рудари (Друштво економиста Ниш, Јуром центар, 2025) са Османом Балићем.[7]